# José Luis Blanco
José Luis Blanco (ur. 3 czerwca 1975 w Lloret de Mar) – hiszpański lekkoatleta specjalizujący się w biegu na 3000 metrów z przeszkodami. Srebrny (Göteborg 2006) i brązowy (Barcelona 2010) medalista mistrzostw Europy na tym dystansie. Wielokrotny uczestnik mistrzostw świata w biegach przełajowych.
Testy antydopingowe przeprowadzone 18 lipca 2010 na mistrzostwach Hiszpanii wykazały u Blanco obecność niedozwolonych substancji. Zawodnik był kontrolowany dziewięciokrotnie pomiędzy 14 czerwca a 4 września (w czterech różnych krajach) i zaprzecza jakoby kiedykolwiek stosował zakazane środki. Blanco został zdyskwalifikowany na 2 lata oraz został mu odebrany brązowy medal mistrzostw Europy, zawodnik będzie się odwoływać od tej decyzji.

## Sukcesy sportowe
- trzy złote medale mistrzostw Hiszpanii (2006 – Bieg przełajowy[9], 2009[10] & 2010[11] – bieg na 3000 metrów z przeszkodami)
- 1994 – Lizbona, mistrzostwa świata juniorów – VI miejsce w biegu na 3000 metrów z przeszkodami[12]
- 2000 – Rio de Janeiro, mistrzostwa ibero–amerykańskie – złoty medal w biegu na 3000 m z przeszkodami[13]
- 2000 – Oslo, I liga pucharu Europy – I miejsce w biegu na 3000 m z przeszkodami[14]
- 2001 – Tunis, igrzyska śródziemnomorskie – srebrny medal w biegu na 3000 m z przeszkodami
- 2003 – Paryż, mistrzostwa świata – VIII miejsce w biegu na 3000 m z przeszkodami
- 2006 – Göteborg, mistrzostwa Europy – srebrny medal w biegu na 3000 m z przeszkodami
- 2010 – Barcelona, mistrzostwa Europy – Blanco zdobył brązowy medal w biegu na 3000 m z przeszkodami jednak ostatecznie został zdyskwalifikowany, a medal zdobył czwarty na mecie Ion Luchianov.
- 2010 – Split, puchar interkontynentalny – X miejsce w biegu na 3000 m z przeszkodami

## Rekordy życiowe
- bieg na 2000 m z przeszkodami – 5:23,04 – Barcelona 11/07/2003
- bieg na 3000 m z przeszkodami – 8:12,86 – Huelva 20/06/2006
- bieg na 3000 m (hala) – 7:59,83 – Sewilla 03/02/2001